# Río Desaguadero (Del Salto)
El río Desaguadero es un curso natural de agua que nace un poco antes de cruzar la laguna Larga (Desaguadero), fluye con dirección general norte hasta atravesar el lago Chacabuco y continuar su trayecto a través del lago Juncal (Desaguadero) y desembocar en el río del Salto, en la cuenca del río Baker.

## Historia
El río fue explorado por Hans Steffen en , dejando escritas sus observaciones en Viajes de esploración I estudio en la patagonia occidental 1892-1902 Tomo 2, página 382 y siguientes.
Luis Risopatrón lo describió en 1924 en D en 1924:
Desaguadero (Rio) 47° 23' 72° 45'. Mediano, nace en el estremo NE de la laguna Larga, corre despacio, escondido entre peñascos i arbustos que cuelgan sobre las orillas, se estanca en partes entre los matorrales de calafate en un terreno bajo i llano, pero luego aumenta su velocidad i se abre paso entre barrancos roqueños, en un valle de un kilómetro de ancho; forma una serie de cascadas, hasta de 5 m de altura i se vácia en la parte S de la laguna de Chacabuco. Sale por el estremo opuesto, con un caudal bastante abundante de agua cristalina i corta las rocas pizarrosas en un cajón angosto, al llegar a las vegas que se anteponen al lago Juncal; pasa al través de éste i sale de su costado N, en un canal de 25 m de ancho, por el que corre tranquilamente, entre riberas cubiertas de juncos, hacia el NNW i se vacía en lá márjen S del curso inferior del rio de El Salto, del Baker. 111, II, p. 386, 387 i 388.